# Гіла (Нью-Мексико)
Гіла (англ. Gila) — переписна місцевість (CDP) в США, в окрузі Грант штату Нью-Мексико. Населення — 285 осіб (2020).

## Географія
Гіла розташована за координатами 32°56′27″ пн. ш. 108°34′14″ зх. д. / 32.94083° пн. ш. 108.57056° зх. д. (32.940700, -108.570529).  За даними Бюро перепису населення США в 2010 році переписна місцевість мала площу 24,33 км², з яких 24,25 км² — суходіл та 0,08 км² — водойми.

## Демографія
Згідно з переписом 2010 року, у переписній місцевості мешкало 314 осіб у 154 домогосподарствах у складі 87 родин. Густота населення становила 13 особи/км².  Було 194 помешкання (8/км²).
Расовий склад населення:
| - 93,9 % — білих - 1,3 % — корінних американців - 0,3 % — чорних або афроамериканців - 2,5 % — осіб інших рас |

До двох чи більше рас належало 1,9 %. Частка іспаномовних становила 16,6 % від усіх жителів.
За віковим діапазоном населення розподілялося таким чином: 17,8 % — особи молодші 18 років, 58,6 % — особи у віці 18—64 років, 23,6 % — особи у віці 65 років та старші. Медіана віку мешканця становила 53,7 року. На 100 осіб жіночої статі у переписній місцевості припадало 101,3 чоловіків;  на 100 жінок у віці від 18 років та старших — 98,5 чоловіків також старших 18 років.
Середній дохід на одне домашнє господарство  становив 58 473 долари США (медіана — 44 306), а середній дохід на одну сім'ю — 66 835 доларів (медіана — 47 763). За межею бідності перебувало 14,8 % осіб, у тому числі 17,8 % дітей у віці до 18 років та 22,7 % осіб у віці 65 років та старших.
Цивільне працевлаштоване населення становило 125 осіб. Основні галузі зайнятості: транспорт — 28,8 %, науковці, спеціалісти, менеджери — 28,0 %, інформація — 21,6 %.